# Višnja Gora
Višnja Gora (njemački:  Weichselburg) je grad u sastavu općine Ivančna Gorica u središnjoj Sloveniji, zapadno od Ljubljane. Grad pripada pokrajini Dolenjskoj i statističkoj regiji Središnja Slovenija.

## Stanovištvo
Prema popisu stanovništva iz 2002. godine Višnja Gora je imala 813 stanovnika.

## Galerija
- Bivši sud
- Stari dio Višnje Gore
- Panorama Višnje Gore

## Vanjske poveznice
- www.visnjagora.si
- Satelitska snimka grada  Arhivirana inačica izvorne stranice od 29. srpnja 2017. (Wayback Machine)